# سيفراد
سيفراد (يهود ايبيريا)

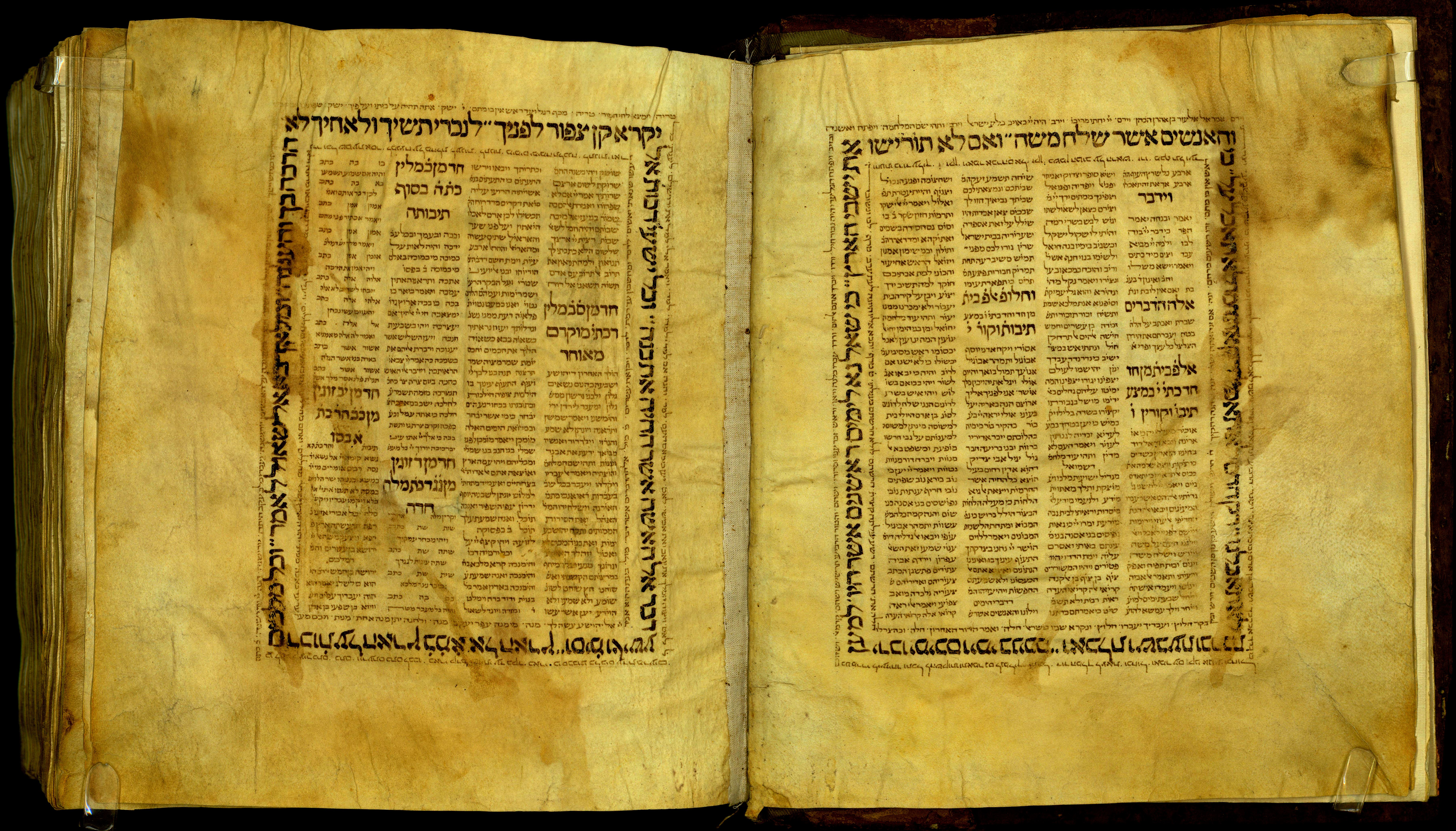

ولفظها بالعبرية: סְפָרַד Sp̄āraḏ ، كما يلفظ بالعديد من الطرق منها Sefarad ، Sephared . أو /səˈfɛərəd/;
وهو عبارة عن اسم مكان ذكر في كتاب التوراة في مكان غير مؤكد منه فقد ذكر مرة واحدة فقط في سفر عوبديا (عوبديا 1:20، القرن السادس قبل الميلاد) ومع ذلك فان الفارسية القديمة تشير إلى مكانين يسميان ب Saparda : (منطقة ميديا التي تقع في كردستان وأخرى في آسيا الصغرى). 
من المتوقع أن يكونوا سيفراد من الاصول التي تنتمي إلى منطقة سارديس، واسمهم الأصلي الليديون (من منطقة ليديا) ويطلق عليهم سفارد أو سوارد . 
منذ أواخر العصر الروماني، أطلق اليهود الإسبان والبرتغاليون اسم «سيفاراد» على شبه الجزيرة الأيبيرية.  يشير أحفاد يهود الأيبيرية إلى أنفسهم على أنهم يهود سفارديم ويعرفون إسبانيا باسم «سفاراد» في اللغة العبرية الحديثة
مقارنات ببعض النصوص من سفاراد

## روابط خارجية
- Judaism: Sephardim, Jewish Virtual Library

- Sephardim, Foundation for the Advancement of Sephardic Studies and Culture

- Roots of Sefarad, Jewish Heritage in Spain and Portugal (travel agency)

- Sefarad, Journal on Hebraic, Sephardim and Middle East Studies, ILC نسخة محفوظة 17 ديسمبر 2008 على موقع واي باك مشين., CSIC (scientific articles in Spanish, English and other languages)